# 無車城市

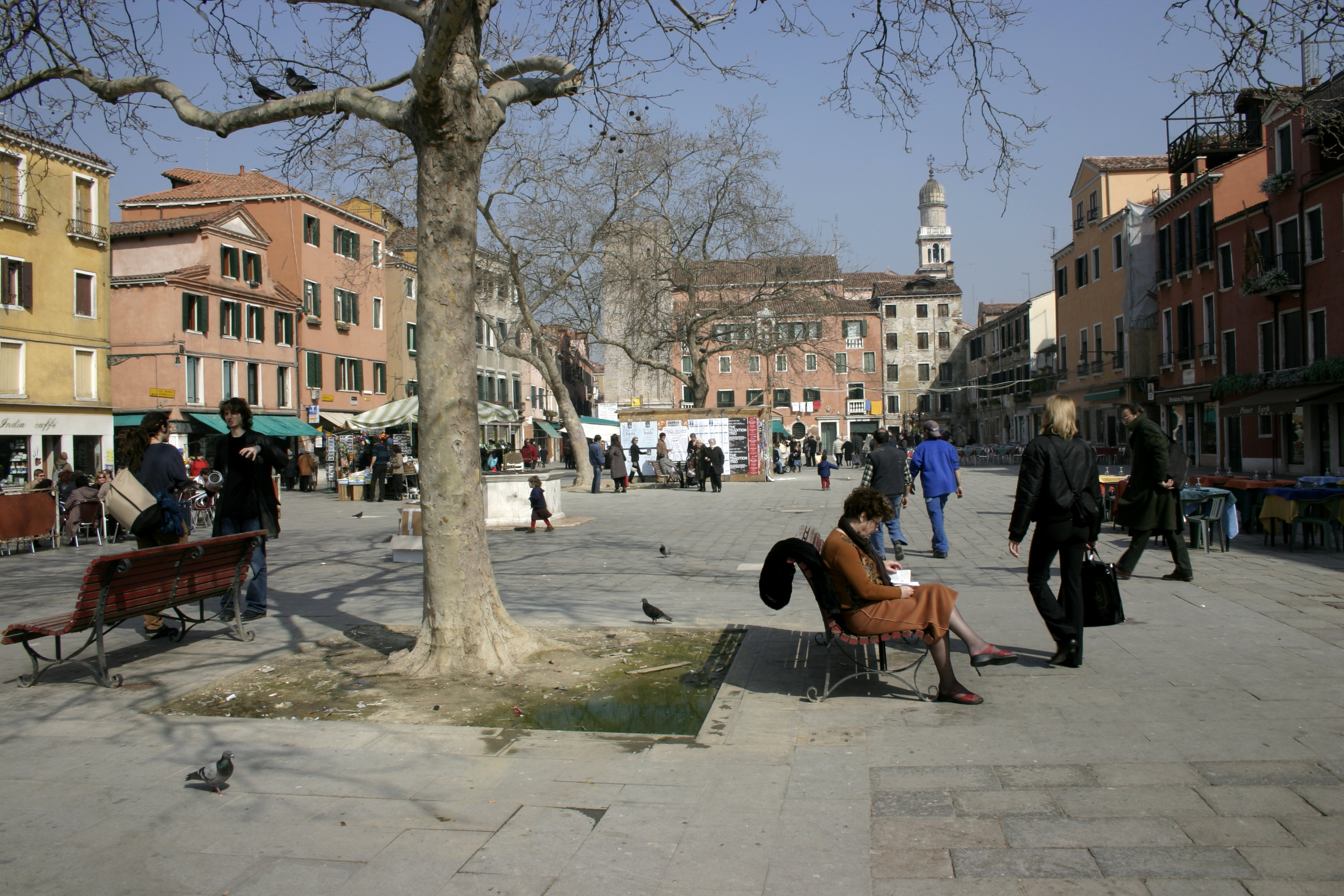
無車城市例子：威尼斯的一個廣場

無車城市（英語：car-free city）或無車市是一個在市區內主要依靠公共交通、步行或騎行的人口中心。無車城市大大減少了石油依賴、空氣污染，溫室氣體排放、交通事故、噪音污染、城市熱島效應和交通擁堵。一些城市有一個或多個禁行機動車輛的區域，稱為無車區（car-free zone）。歐洲、亞洲和非洲的許多老城市是在汽車問世之前的幾個世紀建立起來的，有些城市在其最古老的地區仍然擁有無車區——特別是在汽車無法適應的區域，例如狹窄的小巷。

## 歷史
J.H. Crawford於1996年首先提出了一個擁有一百萬人口的無車城市的理論設計，他後來在著作《無車城市》（Carfree Cities）和《無車設計手冊》（Carfree Design Manual）中進一步將其完善。

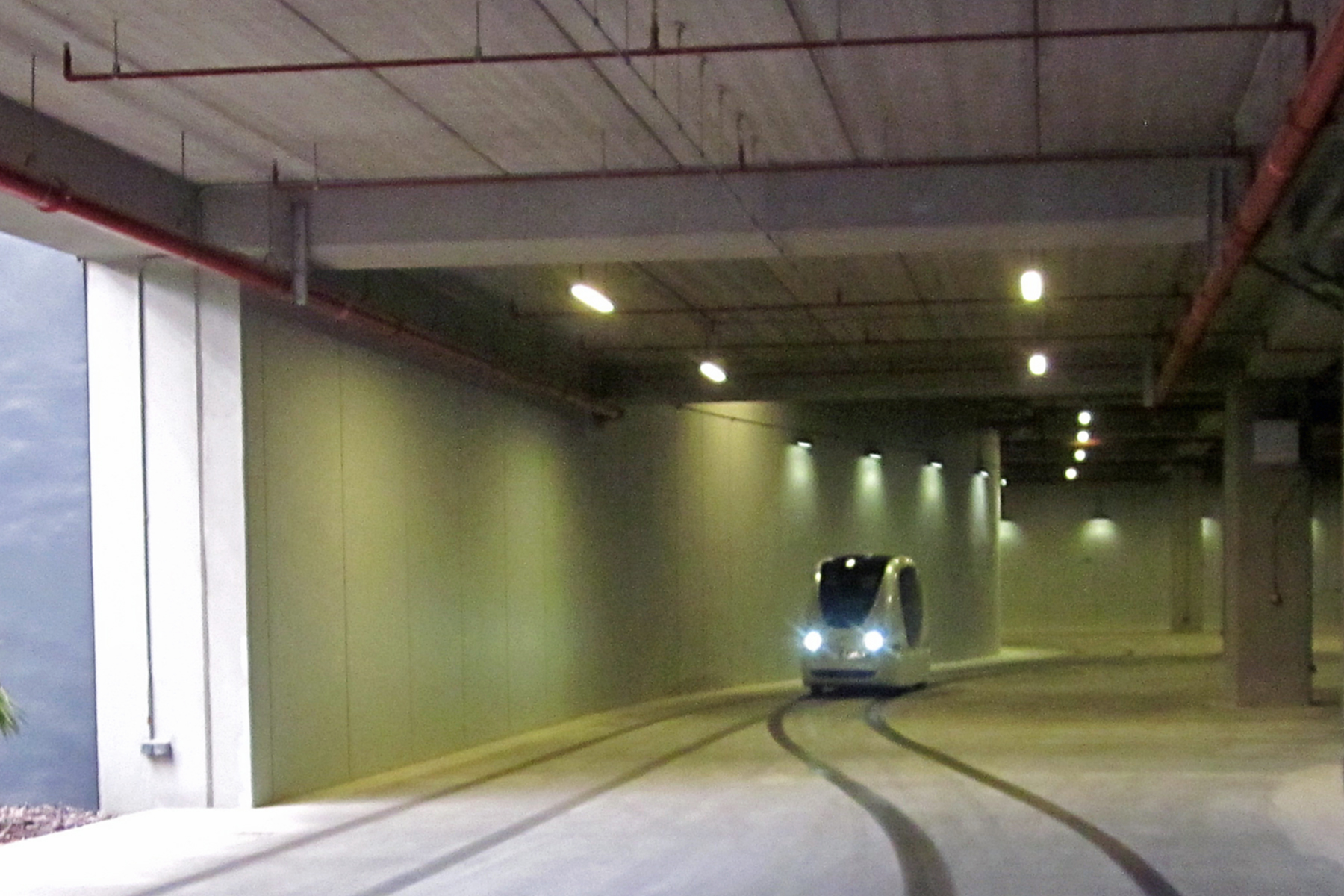
马斯达尔城自動駕駛个人快速运输系统網絡在地下和建築物內運行，使街道空間僅限行人專用，同時保持私家車交通的優勢。

2006年，阿布扎比的重建機構發布了马斯达尔城的總體規劃，該市被定位為一個高度可持續和完全規劃的城市。該計劃還專注於將地面街道空間打造成行人專用的空間，在城市範圍內不允許使用私家車。該市希望藉此成為一個適合步行的城市，並使用完全電氣化、自動駕駛的个人快速运输系统來進行更遠的出行。. 
作為市議會2014年城市交通規劃的一部分，巴塞羅那實施了「超級街區」設計，其中包括封閉9個街區（在一些郊區為4個）之間的內部街道，創造行人專用的空間。

## 政治
一些無車城市的計劃是政府規劃和資助的，如马斯达尔城和中國成都的天府新區，其他一些是私人計劃，如維納斯計劃（The Venus Project）的設計。在沒有道路的地方，無需徵稅來養護道路。

## 效果

### 優點
無車城市設計的直接好處主要在於減輕許多城市中的負面影響，例如機動車的燃燒過程造成的空氣污染、噪音污染以及發動機和車輛造成的地面振動，並緩解城市熱島效應。其好處還有明顯減少汽車撞行人和騎車人的事故。
其間接的好處主要與空間的活化有關，它促使人們更加積極地活動，無論是通勤，鍛煉還是休閒。這反過來可以幫助減輕精神健康問題帶來的影響以及依賴汽車的社會造成的隔離和孤立。另一明顯的間接影響是增強了社區意識或歸屬感，以及「獲得感」。這可以緩解社會的緊張，進一步增強公眾幸福感。

### 缺點
無車設計限制了交通方式選擇。城市的汽車依賴程度各不相同，通常具有中心化的城市結構。因此，CBD和富裕住宅區的重建計劃可能導致居住在郊區和臥城的人們獲得的收益微，並且無法方便地進入市中心。